# Avy Scott
Avy Scott (Tampa, 2 novembre 1981) è un'ex attrice pornografica statunitense.

## Biografia
Durante gli anni del college faceva spettacoli on line in cui si masturbava. 
Lasciò l'università per entrare nel mondo cinematografico adulto nel novembre 2001. Il suo primo film fu Four Finger Club #20. Successivamente apparse in Real Sex Magazine #47.  Nel 2006 ha fatto anche il debutto alla regia, dirigendo la scena Deep Throat This Vol. 32 Milf Edition.
Avy Scott è apparsa in più di 350 film adulti e ne ha diretti quattro.

## Riconoscimenti
- 2003 AVN Award nominee – Best New Starlet[5]
- 2004 AVN Award nominee – Best Oral Sex Scene, Film – Compulsion (with Kurt Lockwood)
- 2004 AVN Award nominee – Best Sex Scene Coupling, Film – Heaven (with Steven St. Croix)[6]
- 2010 XRCO Award nominee – Best Cumback[7]
- 2011 AVN Award nominee – Best All-Girl Three-Way Sex Scene – Pin-Up Girls 4[8]

## Filmografia

### Attrice
- Candy Girls 4 (2000)
- Barely Legal 21 (2001)
- Real Sex Magazine 47 (2001)
- White Panty Chronicles 19 (2001)
- 18 and Nasty 29 (2002)
- 5th Horseman (2002)
- Anal University 11 (2002)
- Bella's Perversions 2 (2002)
- Busty Beauties 3 (2002)
- Campus Confessions 1 (2002)
- Deep Throat This 8 (2002)
- Eighteen 'N Interracial 2 (2002)
- Experiment In Sex (2002)
- Fast Times at Deep Crack High 9 (2002)
- For Women Only 1: Girls On Guys (2002)
- Four Finger Club 20 (2002)
- Girl's Nite 1 (2002)
- Heaven (2002)
- Heroin (2002)
- Hot Rods (2002)
- Hot Showers 4 (2002)
- Killer Pussy 14 (2002)
- Little Lace Panties 4 (2002)
- Little White Chicks... Big Black Monster Dicks 17 (2002)
- Love Letters (2002)
- Magic Sex (2002)
- Mating Game (2002)
- Merger (2002)
- New Girls in Town 3 (2002)
- Nice Rack 9 (2002)
- North Pole 35 (2002)
- Pink 1 (2002)
- PPV-696: Avy Scott & Lolita Deyoung (2002)
- Private Performance 182: Avy (2002)
- Rush (2002)
- Second Chance (2002)
- Someone's Daughter 1 (2002)
- Something So Right (2002)
- Specs Appeal 5 (2002)
- Teenland 4: Erotic Journey (2002)
- Trial (2002)
- Up And Cummers 102 (2002)
- Wild Pair (2002)
- XXX 6: Girls Next Door (2002)
- Young Ripe Mellons 1 (2002)
- 100% Blowjobs 21 (2003)
- Avy Scott AKA Filthy Whore (2003)
- Babes Illustrated 13 (2003)
- Back 2 Evil 1 (2003)
- Behind The Mask (2003)
- Belladonna's Evil Pink 1 (2003)
- Best of JKP Couples 1 (2003)
- Big Naturals (2003)
- Big Tit Brotha Lovers 1 (2003)
- Boobs A Poppin' 2 (2003)
- Compulsion (2003)
- Cum Cravers (2003)
- Cum Dumpsters 2 (2003)
- Dangerous Lives Of Blondes (2003)
- Danni's Wet Adventures (2003)
- Dear Whore 1 (2003)
- Deep Pink (2003)
- Delicious Pink (2003)
- Disturbed 1 (2003)
- Double Decker Sandwich 3 (2003)
- Droppin' Loads 1 (2003)
- Everybody Wants Some 5 (2003)
- Fast Cars (2003)
- Flash Flood 7 (2003)
- Freshly Slayed 2 (2003)
- Freshly Slayed 3 (2003)
- FTV Girls: Avril (2003)
- Funny Boners 2 (2003)
- Girl Crazy 1 (2003)
- Good Whore (2003)
- Hellcats 1 (2003)
- Kittens 13 (2003)
- Lex Steele XXX 2 (2003)
- Love and Bullets (II) (2003)
- More Than A Handful 12 (2003)
- No Man's Land 39 (2003)
- Opera (2003)
- Oral Adventures Of Craven Moorehead 17 (2003)
- Pussy Foot'n 2 (2003)
- Real Sex 1 (2003)
- Rub The Muff 8 (2003)
- Service Animals 13 (2003)
- Skin on Skin (2003)
- Squirting Illustrated 7 (2003)
- Stripped: Carmen Luvana (2003)
- Superwhores 1 (2003)
- Tales From The Script 2 (2003)
- Total Babe 1 (2003)
- Trailer Trash Nurses 7 (2003)
- Truly Nice Tits 3: Naturally Stacked (2003)
- V-eight 10 (2003)
- V-eight 8 (2003)
- Where The Sun Don't Shine (2003)
- Wherehouse Pussy The Fall Of Sanchez (2003)
- Whore (2003)
- Whore of the Rings 2 (2003)
- Absolutely Adorable (2004)
- All Natural Beauties (2004)
- Anal Addicts 16 (2004)
- Band Camp (2004)
- Barely Legal All Stars 1 (2004)
- Big Black Beast 1 (2004)
- Butt Lick'in Sweethearts 1 (2004)
- Cadillac Highway (2004)
- Cum Buckets 1 (2004)
- Football Fantasies (2004)
- Gym Nasties (2004)
- High Desert Pirates (2004)
- Hook-ups 5 (2004)
- Hustler's Greatest Tits (2004)
- Iron Head 1 (2004)
- Kink Club 2 (2004)
- KSEX Games 2004 (2004)
- Lip Service (2004)
- Mind Reader (2004)
- Photographic Mammaries 1 (2004)
- Pussy Foot'n 10 (2004)
- Rectal Rooter 8 (2004)
- Sex Crazed College Coeds (2004)
- She Devils In Pink (2004)
- Squirting 101 1 (2004)
- Afterhours: Penny Flame (2005)
- Ass Parade 2 (2005)
- Avy Scott And Friends (2005)
- Big Titted Teen Gets Pumped (2005)
- Boob Bangers 2 (2005)
- Cum Buckets 2 (2005)
- Fly Spice: Pacific Rimmed (2005)
- Lust Connection (2005)
- Obsessions Of Avy Scott (2005)
- Real Fucking Tits (2005)
- Revenge of the Dildos (2005)
- Superwhores 1 Collector's Edition (2005)
- Take That Deep Throat This 2 (2005)
- Topsy Turvy (2005)
- All Star Big Boobs (2006)
- Best of Lex Vs Mandingo 2 (2006)
- Bet Your Ass 4 (2006)
- Big Natural Titties 1 (2006)
- Big Wet Asses 9 (2006)
- Blondes Eat More Cum (2006)
- Breast Obsessed (2006)
- Clean My Crack 2 (2006)
- Fly Spice: Fly Nautica (2006)
- Fly Spice: The Virgin Flight (2006)
- For Love, Money Or A Green Card (2006)
- Hook-ups 11 (2006)
- Jiggly Juggs 2 (2006)
- Leg Sex: Feminization Fantasies (2006)
- Monsters Of Cock (2006)
- Natural Knockers 2 (2006)
- Off The Rack 5 (2006)
- Pussy Foot'n 16 (2006)
- Sex Therapy 1 (2006)
- Big Tit Bangers 2 (2007)
- Dirty Pretty Lies (2007)
- Fly Spice: Fly Avy (2007)
- Lex Steele XXX 7 (2007)
- Naturally Exposed 2 (2007)
- Real Golden Showers 9 (2007)
- Saturday Night Beaver (2007)
- Young Girls Love Sex on Campus (2007)
- 4 In The Pink 4 In The Stink 3 (2008)
- Anal vs. Oral (2008)
- Cracked Wide Open (2008)
- Defend Our Porn (2008)
- Load Warriors 1 (2008)
- 2 Chicks Same Time 6 (2009)
- Ass For Days 8 (2009)
- Banging Bitches (2009)
- Beauty and a Geek (2009)
- Big Wet Tits 8 (2009)
- Blow Me Sandwich 14 (2009)
- Boobaholics Anonymous 5 (2009)
- Breast Meat 2 (2009)
- Busty Housewives 3 (2009)
- Finger Licking Good 7 (2009)
- Glamour Girls 2 (2009)
- Jerkoff Material 3 (2009)
- Just Tease 1 (2009)
- Lesbian Hospital 2 (2009)
- Lesbian Legal 1 (2009)
- Lesbian Legal 2 (2009)
- Lesbian Legal 3 (2009)
- Lesbian Legal 4 (2009)
- Lesbian Triangles 15 (2009)
- Lesbian Tutors 9 (2009)
- Load Sharing 2 (2009)
- Marie Luv's Go Hard or Go Home (2009)
- MILF Madness 2 (2009)
- MILFs Like It Big 5 (2009)
- My Sister's Hot Friend 16 (2009)
- Nature's Breast (2009)
- No Swallowing Allowed 16 (2009)
- Peep Show 3 (2009)
- Phat Ass White Booty 5 (2009)
- Pornstar Workout 1 (2009)
- POV Jugg Fuckers 2 (2009)
- POV Pervert 11 (2009)
- Pussy Cats 4 (2009)
- Rack It Up 4 (2009)
- Raw 2 (2009)
- Spit In Your Face (2009)
- Tits Ahoy 9 (2009)
- Babes Illustrated 20 (2010)
- Best of Head (2010)
- Big Tits At School 9 (2010)
- Contessa's Chateau of Pleasure (2010)
- Damn She's a Lesbian (2010)
- Divorcee (2010)
- Doctor Adventures.com 8 (2010)
- Girls Kissing Girls 6 (2010)
- Girls Will Be Girls 6 (2010)
- Immoral Hotel (2010)
- Inside Story (2010)
- Interns 1 (2010)
- Lesbian Adventures: Wet Panties (2010)
- Lesbian Deception (2010)
- Lesbian Legal 5 (2010)
- Lesbian Legal 7 (2010)
- Lesbian Legal 8 (2010)
- Lesbian Seductions 33 (2010)
- Lesbian Truth or Dare 4 (2010)
- My Own Master (2010)
- Pin-up Girls 3 (2010)
- Pin-up Girls 4 (2010)
- Pornstars Like It Big 9 (2010)
- Racially Motivated 2 (2010)
- Sex and the City: The Original XXX Parody (2010)
- Sloppy Girl 1 (2010)
- Blondes (2011)
- Blue Collar Boobs (2011)
- By Appointment Only 10 (2011)
- Imperfect Angels 10 (2011)
- Interracial Pickups 3 (2011)
- KissMe Girl 1 (2011)
- KissMe Girl 2: Girls Kissing Girls (2011)
- Molly's Life 10 (2011)
- Sloppy Girl 5 (2011)
- Superstars of Porn 1 (2011)
- Watching My Daughter Go Black 5 (2011)
- Women Seeking Women 74 (2011)
- Big Titty Committee 2 (2012)
- Doctor Adventures.com 12 (2012)
- I Am Charley Chase (2012)
- Natural And Nasty (2012)
- Pin-up Girls 7 (2012)
- Pretty Dirty (II) (2012)
- Women Seeking Women 82: Big Natural Breast Edition (2012)

### Regista
- Deep Throat This 32 (2006)
- Mini Van Moms 1 (2006)
- Mini Van Moms 2 (2006)
- Mini Van Moms 3 (2007)